# Retrat de dona (Espalter)
Retrat de dona és una pintura sobre tela feta per Joaquim Espalter i Rull el 1856 i que es troba conservada actualment a la Biblioteca Museu Víctor Balaguer, amb el número de registre 130 d'ençà que va ingressar el 16/06/1928, provinent la col·lecció privada de Familia Manyosas.

## Descripció
Retrat gairebé de cos sencer d'una dona jove asseguda en escorç cap a l'esquerra en una cadira de braços, en l'interior d'una casa. Duu vestit de vellut vermell, de màniga curta i amb escot de barca que deixa les espatlles al descobert i amb un penjoll al centre de la pitrera. Als canells porta canelleres, a la mà esquerra hi té un mocador de puntes, mentre que el genoll dret el recolza sobre una taula auxiliar de fusta al damunt de la qual hi ha un album. La cadira de braços té un gran respatller vellutat envoltat per motllures gallonades i de fulles d'acant. Al fons del retrat se suggereixen alguns elements del mobiliari i parets de la cambra on es troba la retratada.

## Inscripció
Al quadre es pot llegir la inscripció "Jin. Espalter"; "1856".

## Anàlisi
L'obra és un clàssic exemple del tipus de retrats que els pintors de l'època feien per encàrrec, un bon exemple de retratisme romàntic burgès.